# Oleby
Oleby – miejscowość (tätort) w Szwecji, w regionie administracyjnym (län) Värmland, w gminie Torsby.
Według danych Szwedzkiego Urzędu Statystycznego liczba ludności wyniosła: 367 (31 grudnia 2015), 359 (31 grudnia 2018) i 345 (31 grudnia 2019).